# 楠梓仙溪野生動物保護區
楠梓仙溪野生動物保護區位於臺灣高雄市那瑪夏區的楠梓仙溪及其支流，是為了保護當地淡水魚類及其棲息環境，依據《野生動物保育法》公告之野生動物保護區。
保護區範圍包括那瑪夏區境內長約28公里的楠梓仙溪主流及其11條支流，總長約33公里。主流平均寬45公尺，水域面積約274.22公頃。
保護區是由當地於1990年展開魚類資源保護計畫，進而於1993年公告成立，為臺灣第一個溪流保護區。在生態環境允許時，每年會開放保護區內的部分河段供人垂釣。